# August Ferdinand Crüger

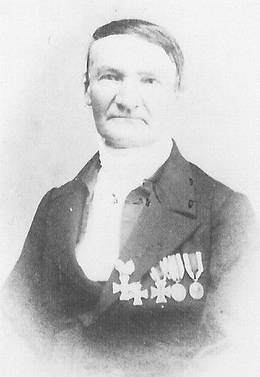
August Ferdinand Crüger

August Ferdinand Crüger (* 25. Juli 1795 in Stolp; † 7. Dezember 1881 in Wellmitz) war ein deutscher Pastor und Pädagoge.

## Leben
August Ferdinand Crüger wurde in Stolp in der preußischen Provinz Pommern geboren. Er war seit seinem fünften Lebensjahr Vollwaise und wurde von Friedrich Schleiermacher erzogen. Von 1804 bis 1812 lebte er in einem Waisenhaus in Oranienburg. 1812 wechselte er in das Joachimsthalsche Gymnasium in Berlin. Er nahm als Freiwilliger an den Befreiungskriegen gegen Napoleon teil und wurde in der Völkerschlacht bei Leipzig verwundet. Ab 1817 studierte Crüger Theologie an der neu gegründeten Berliner Universität. Nach Abschluss des Studiums wurde er 1821 Rektor und Hilfsprediger in Crossen. 1823 nahm er seine Tätigkeit als Oberlehrer am Lehrerseminar in Neuzelle auf und war von 1824 bis 1849 dessen Direktor. Ab 1850 war Crüger als Geheimer Regierungs- und Schulrat in Stettin verantwortlich für Lehrerbildungsanstalten der Provinz Pommern. 1871 wurde er mit dem Stern (Adler) zum Komturkreuz des Königlichen Hausordens von Hohenzollern ausgezeichnet. Er wurde in Neuzelle bestattet. Sein Grab und Grabstein existierten nicht mehr, sodass er 2011 zu seinem 130. Todestag ein neues Ehrengrab erhielt.

## Werke
- Protestantisches Glaubensbekenntniß aus dem Jahre 1845. Berlin: Stuhr 1845. (Digitalisat)
- Ueber den Unterricht in der Muttersprache. Frankfurt a. d. O. 1846.
- An die zur Wahl von Abgeordneten nach Frankfurt a/M. versammelt gewesenen Herrn Wahlmänner des Gubener, des Lübbener Land- und eines Theiles des Lebuser Kreises ein dankendes und bekennendes Wort. Frankfurt am Main 1848.